# ベッツィ・シュナイダー
ベッツィ・シュナイダー（Betsy Schneider）は、米国の女流写真家、美術研究者。アリゾナ州立大学助教授。
ミシガン大学卒業後、シカゴ・アート・インスティテユートやミルズ・カレッジで美術や写真を学び学位取得。1993年から1995年まで写真家サリー・マンの助手をつとめる。シュナイダーの作品は人体とその神秘がテーマのものに特徴がある。1990年代後半から欧州に在住することが多く、展示会もしばしば北欧や英国で行われた。また、サリー・マンの影響の下、自分の子供たちを撮影し続ける。とくに1997年に生まれた娘のマデレーンを撮ったシリーズが有名。
欧州在住時代は、英国キャベンディッシュ・カレッジほかで教鞭をとる。2002年より米国・アリゾナ州立大学助教授、2005年現在、米国中心に活動する。
2004年にロンドンのスピッツ・ギャラリーで行われた展示会では、これらのいくつかの作品が児童ポルノではないかと疑われ展示会は中止になりギャラリーが警察を呼んで意見を聞く騒ぎに発展し、当時いくつかのメディアに取り上げられた。